# Čokurdach
Čokurdach (in russo Чокурдах?) è un insediamento di tipo urbano situato nell'Allaichovskij ulus della Repubblica Autonoma della Sacha-Jacuzia, in Russia, sul fiume Indigirka. Secondo i dati del censimento del 2010, Čokurdach conta 2.105 abitanti, mentre nel 1989 contava 3.845 abitanti. La città è servita da un aeroporto.